# فابرونی (دهانه)
فابرونی یک دهانه برخوردی در ماه است.